# FIBA Europe Cup 2018-2019
La FIBA Europe Cup 2018-2019 è stata la quarta edizione del secondo torneo europeo di pallacanestro per club organizzato dalla FIBA Europe. La vittoria è andata alla Dinamo Sassari che ha così conquistato il primo trofeo europeo della sua storia, nonché primo successo internazionale per una squadra sportiva della Sardegna.

## Partecipanti
In parentesi viene mostrata la posizione ottenuta da ciascuna squadra dopo eventuali play-off della stagione precedente (RS: quinte e seste qualificate della regular season di Basketball Champions League 2018-2019; QR: perdenti dei turni di qualificazione di Basketball Champions League 2018-2019).
| Play-offs                   | Play-offs                    | Play-offs                      | Play-offs                    |
| --------------------------- | ---------------------------- | ------------------------------ | ---------------------------- |
| Sidigas Avellino (CL RS)    | Hapoel Unet Holon (CL RS)    | Lietkabelis (CL RS)            | SIG Strasburgo (CL RS)       |
| Ventspils (CL RS)           | Telekom Baskets Bonn (CL RS) | JDA Dijon (CL RS)              | Filou Oostende (CL RS)       |
| Regular season              |                              |                                |                              |
| Belfius Mons-Hainaut (5th)  | Karhu (CL QR3)               | Movistar Estudiantes (CL QR2)  | Šiauliai (CL QR1)            |
| s.Oliver Würzburg (9th)     | Polski Cukier Toruń (CL QR3) | Tsmoki-Minsk (CL QR1)          | Porto (CL QR1)               |
| Falco (2nd)                 | Sakarya Büyükşehir (CL QR3)  | Petrolina AEK Larnaca (CL QR1) | Oradea (CL QR1)              |
| Pallacanestro Varese (6th)  | Lukoil Levski (CL QR2)       | Dinamo Tbilisi (CL QR1)        | Avtodor Saratov (CL QR1)     |
| Steaua CSM EximBank (2nd)   | Bakken Bears (CL QR2)        | Leicester Riders (CL QR1)      | Norrköping Dolphins (CL QR1) |
| Pınar Karşıyaka (10th)      | Aris (CL QR2)                | Szolnoki Olaj (CL QR1)         |                              |
| Proximus Spirou (CL QR3)    | Red October Cantù (CL QR2)   | Hapoel SP Tel Aviv (CL QR1)    |                              |
| JIP Pardubice (CL QR3)      | Donar (CL QR2)               | Z-Mobile Prishtina (CL QR1)    |                              |
| Second qualifying round     |                              |                                |                              |
| Balkan Botevgrad (2nd)      | New Heroes Den Bosch (5th)   | Alba Fehérvár (3rd)            | U-BT Cluj-Napoca (3rd)       |
| Rilski Sportist (3rd)       | ece Bulls Kapfenberg (1st)   | Dinamo Sassari (10th)          | Luleå (2nd)                  |
| ZZ Leiden (2nd)             | Keravnos (2nd)               | Benfica (3rd)                  |                              |
| First qualifying round      |                              |                                |                              |
| Cherkaski Mavpy (1st)       | Kataja (6th)                 | Kongsberg Miners (1st)         | İstanbul BB (11th)           |
| Dnipro (2nd)                | Lavrio Megabolt (6th)        | Rosa Radom (5th)               |                              |
| Dekstone Tuři Svitavy (4th) | Ironi Nes Ziona (8th)        | Södertälje Kings (3rd)         |                              |

## Date
I sorteggi vengono effettuati il 31 luglio 2018 nel quartier generale della FIBA a Monaco, in Germania.
| Fase                    | Turno            | Sorteggio      | Andata               | Ritorno             |
| ----------------------- | ---------------- | -------------- | -------------------- | ------------------- |
| Turni di qualificazione | Primo turno      | 31 luglio 2018 | 20-21 settembre 2018 | 26 settembre 2018   |
| Turni di qualificazione | Secondo turno    | 31 luglio 2018 | 3 ottobre 2018       | 9-10 ottobre 2018   |
| Fase a gironi           | Giornata 1       | 31 luglio 2018 | 17 ottobre 2018      | 17 ottobre 2018     |
| Fase a gironi           | Giornata 2       | 31 luglio 2018 | 23-24 ottobre 2018   | 23-24 ottobre 2018  |
| Fase a gironi           | Giornata 3       | 31 luglio 2018 | 30-31 ottobre 2018   | 30-31 ottobre 2018  |
| Fase a gironi           | Giornata 4       | 31 luglio 2018 | 6-7 novembre 2018    | 6-7 novembre 2018   |
| Fase a gironi           | Giornata 5       | 31 luglio 2018 | 13-14 novembre 2018  | 13-14 novembre 2018 |
| Fase a gironi           | Giornata 6       | 31 luglio 2018 | 20-21 novembre 2018  | 20-21 novembre 2018 |
| Secondo turno           | Giornata 1       | 31 luglio 2018 | 12 dicembre 2018     | 12 dicembre 2018    |
| Secondo turno           | Giornata 2       | 31 luglio 2018 | 19 dicembre 2018     | 19 dicembre 2018    |
| Secondo turno           | Giornata 3       | 31 luglio 2018 | 9 gennaio 2019       | 9 gennaio 2019      |
| Secondo turno           | Giornata 4       | 31 luglio 2018 | 22-23 gennaio 2019   | 22-23 gennaio 2019  |
| Secondo turno           | Giornata 5       | 31 luglio 2018 | 29-30 gennaio 2019   | 29-30 gennaio 2019  |
| Secondo turno           | Giornata 6       | 31 luglio 2018 | 5-6 febbraio 2019    | 5-6 febbraio 2019   |
| Play-offs               | Ottavi di finale |                | 5-6 marzo 2019       | 12-13 marzo 2019    |
| Play-offs               | Quarti di finale | 20 marzo 2019  | 27 marzo 2019        |                     |
| Play-offs               | Semifinali       | 10 aprile 2019 | 17 aprile 2019       |                     |
| Play-offs               | Finali           | 24 aprile 2019 | 1 maggio 2019        |                     |

## Preliminari

### Primo turno
| Squadra 1             | Totale    | Squadra 2        | Andata  | Ritorno  |
| --------------------- | --------- | ---------------- | ------- | -------- |
| Lavrio Megabolt       | 140 - 149 | Dnipro           | 82 - 73 | 58 - 76  |
| Kongsberg Miners      | 153 - 184 | Cherkaski Mavpy  | 63 - 83 | 90 - 101 |
| Ironi Nes Ziona       | 172 - 143 | Södertälje Kings | 72 - 67 | 100 - 76 |
| Kataja                | 161 - 134 | Rosa Radom       | 86 - 65 | 75 - 69  |
| Dekstone Tuři Svitavy | 152 - 197 | İstanbul BB      | 74 - 99 | 78 - 98  |

### Secondo turno
| Squadra 1            | Totale    | Squadra 2        | Andata   | Ritorno  |
| -------------------- | --------- | ---------------- | -------- | -------- |
| Cherkaski Mavpy      | 136 - 128 | Keravnos         | 75 - 64  | 61 - 64  |
| Dnipro               | 161 - 168 | Alba Fehérvár    | 94 - 78  | 67 - 90  |
| ece Bulls Kapfenberg | 119 - 147 | ZZ Leiden        | 62 - 79  | 57 - 68  |
| Kataja               | 167 - 163 | Rilski Sportist  | 106 - 84 | 61 - 79  |
| New Heroes Den Bosch | 144 - 152 | Balkan Botevgrad | 76 - 86  | 68 - 66  |
| Ironi Nes Ziona      | 179 - 167 | Cluj-Napoca      | 91 - 78  | 88 - 89  |
| İstanbul BB          | 160 - 128 | Luleå            | 87 - 50  | 73 - 78  |
| Dinamo Sassari       | 211 - 158 | Benfica          | 100 - 66 | 111 - 92 |

### Lucky losers
Le migliori tre squadre avanzano alla fase a gironi in qualità di lucky loser sostituendo le retrocesse dalla Champions League che hanno rifiutato la partecipazione alla competizione.
|    | Squadra              | G | V | P | S | PF  | PS  | DP  |
| -- | -------------------- | - | - | - | - | --- | --- | --- |
| 1. | Rilski Sportist      | 2 | 1 | 0 | 1 | 163 | 167 | -4  |
| 2. | Dnipro               | 2 | 1 | 0 | 1 | 161 | 168 | -7  |
| 3. | New Heroes Den Bosch | 2 | 1 | 0 | 1 | 144 | 152 | -8  |
| 4. | Keravnos             | 2 | 1 | 0 | 1 | 128 | 136 | -8  |
| 5. | Cluj-Napoca          | 2 | 1 | 0 | 1 | 167 | 179 | -12 |
| 6. | ece Bulls Kapfenberg | 2 | 0 | 0 | 2 | 119 | 147 | -28 |
| 7. | Luleå                | 2 | 1 | 0 | 1 | 128 | 160 | -32 |
| 8. | Benfica              | 2 | 0 | 0 | 2 | 158 | 211 | -53 |

Regole per la qualificazione: 1) Miglior differenza punti; 2) Punti fatti; 3) Punti subiti.

## Regular Season

### Gruppo A
|    | Squadra            | P.ti | G | V | P | PF  | PS  | DP  | Tie |
| -- | ------------------ | ---- | - | - | - | --- | --- | --- | --- |
| 1. | s.Oliver Würzburg  | 10   | 6 | 4 | 2 | 464 | 436 | +28 | +36 |
| 2. | ZZ Leiden          | 10   | 6 | 4 | 2 | 460 | 463 | -3  | -36 |
| 3. | Sakarya Büyükşehir | 9    | 6 | 3 | 3 | 480 | 451 | +29 |     |
| 4. | Oradea             | 7    | 6 | 1 | 5 | 453 | 507 | -54 |     |

### Gruppo B
|    | Squadra               | P.ti | G | V | P | PF  | PS  | DP  | Tie |
| -- | --------------------- | ---- | - | - | - | --- | --- | --- | --- |
| 1. | Balkan Botevgrad      | 10   | 6 | 4 | 2 | 480 | 452 | +28 | +10 |
| 2. | Petrolina AEK Larnaca | 10   | 6 | 4 | 2 | 449 | 460 | -11 | -10 |
| 3. | Tsmoki-Minsk          | 9    | 6 | 3 | 3 | 497 | 493 | +4  |     |
| 4. | Belfius Mons-Hainaut  | 7    | 6 | 1 | 5 | 449 | 470 | -21 |     |

### Gruppo C
|    | Squadra         | P.ti | G | V | P | PF  | PS  | DP   | Tie |
| -- | --------------- | ---- | - | - | - | --- | --- | ---- | --- |
| 1. | Donar           | 11   | 6 | 5 | 1 | 473 | 440 | +33  |     |
| 2. | Pınar Karşıyaka | 10   | 6 | 4 | 2 | 490 | 437 | +53  |     |
| 3. | Proximus Spirou | 9    | 6 | 3 | 3 | 486 | 423 | +63  |     |
| 4. | İstanbul BB     | 6    | 6 | 0 | 6 | 365 | 514 | -149 |     |

### Gruppo D
|    | Squadra              | P.ti | G | V | P | PF  | PS  | DP   | Tie |
| -- | -------------------- | ---- | - | - | - | --- | --- | ---- | --- |
| 1. | Avtodor Saratov      | 11   | 6 | 5 | 1 | 578 | 521 | +57  |     |
| 2. | Ironi Nes Ziona      | 10   | 6 | 4 | 2 | 561 | 509 | +52  |     |
| 3. | New Heroes Den Bosch | 9    | 6 | 3 | 3 | 518 | 486 | +32  |     |
| 4. | JIP Pardubice        | 6    | 6 | 0 | 6 | 464 | 605 | -141 |     |

### Gruppo E
|    | Squadra             | P.ti | G | V | P | PF  | PS  | DP   | Tie |
| -- | ------------------- | ---- | - | - | - | --- | --- | ---- | --- |
| 1. | Bakken Bears        | 12   | 6 | 6 | 0 | 633 | 454 | +179 |     |
| 2. | Z-Mobile Prishtina  | 10   | 6 | 4 | 2 | 506 | 513 | -7   |     |
| 3. | Cherkaski Mavpy     | 7    | 6 | 1 | 5 | 481 | 562 | -81  | +9  |
| 4. | Steaua CSM EximBank | 7    | 6 | 1 | 5 | 428 | 519 | -91  | -9  |

### Gruppo F
|    | Squadra              | P.ti | G | V | P | PF  | PS  | DP  | Tie |
| -- | -------------------- | ---- | - | - | - | --- | --- | --- | --- |
| 1. | Pallacanestro Varese | 11   | 6 | 5 | 1 | 522 | 432 | +90 | +17 |
| 2. | Alba Fehérvár        | 11   | 6 | 5 | 1 | 507 | 493 | +14 | -17 |
| 3. | Rilski Sportist      | 7    | 6 | 1 | 5 | 470 | 536 | -66 | +5  |
| 4. | Porto                | 7    | 6 | 1 | 5 | 475 | 513 | -38 | -5  |

### Gruppo G
|    | Squadra       | P.ti | G | V | P | PF  | PS  | DP  | Tie |
| -- | ------------- | ---- | - | - | - | --- | --- | --- | --- |
| 1. | Lukoil Levski | 11   | 6 | 5 | 1 | 520 | 465 | +55 |     |
| 2. | Kataja        | 9    | 6 | 3 | 3 | 497 | 510 | -13 | +11 |
| 3. | Aris          | 9    | 6 | 3 | 3 | 444 | 432 | +12 | -11 |
| 4. | Dnipro        | 7    | 6 | 1 | 5 | 407 | 461 | -54 |     |

### Gruppo H
|    | Squadra          | P.ti | G | V | P | PF  | PS  | DP   | Tie |
| -- | ---------------- | ---- | - | - | - | --- | --- | ---- | --- |
| 1. | Szolnoki Olaj    | 11   | 6 | 5 | 1 | 509 | 474 | +35  | +9  |
| 2. | Dinamo Sassari   | 11   | 6 | 5 | 1 | 553 | 448 | +105 | -9  |
| 3. | Falco            | 8    | 6 | 2 | 4 | 446 | 507 | -61  |     |
| 4. | Leicester Riders | 6    | 6 | 0 | 6 | 447 | 526 | -79  |     |

## Secondo turno

### Gruppo I
|    | Squadra            | P.ti | G | V | P | PF  | PS  | DP   | Tie |
| -- | ------------------ | ---- | - | - | - | --- | --- | ---- | --- |
| 1. | s.Oliver Würzburg  | 12   | 6 | 6 | 0 | 596 | 487 | +109 |     |
| 2. | Pınar Karşıyaka    | 9    | 6 | 3 | 3 | 539 | 532 | +7   |     |
| 3. | Z-Mobile Prishtina | 8    | 6 | 2 | 4 | 479 | 536 | -57  |     |
| 4. | Szolnoki Olaj      | 7    | 6 | 1 | 5 | 484 | 543 | -59  |     |

### Gruppo J
|    | Squadra          | P.ti | G | V | P | PF  | PS  | DP  | Tie |
| -- | ---------------- | ---- | - | - | - | --- | --- | --- | --- |
| 1. | Ironi Nes Ziona  | 10   | 6 | 4 | 2 | 563 | 533 | +30 |     |
| 2. | Balkan Botevgrad | 9    | 6 | 3 | 3 | 496 | 499 | -3  | +5  |
| 3. | Alba Fehérvár    | 9    | 6 | 3 | 3 | 489 | 458 | +31 | -5  |
| 4. | Lukoil Levski    | 8    | 6 | 2 | 4 | 487 | 545 | -58 |     |

### Gruppo K
|    | Squadra               | P.ti | G | V | P | PF  | PS  | DP  | Tie |
| -- | --------------------- | ---- | - | - | - | --- | --- | --- | --- |
| 1. | Dinamo Sassari        | 11   | 6 | 5 | 1 | 536 | 481 | +55 |     |
| 2. | Pallacanestro Varese  | 10   | 6 | 4 | 2 | 492 | 446 | +46 |     |
| 3. | Donar                 | 8    | 6 | 2 | 4 | 447 | 467 | -20 |     |
| 4. | Petrolina AEK Larnaca | 7    | 6 | 1 | 5 | 439 | 520 | -81 |     |

### Gruppo L
|    | Squadra         | P.ti | G | V | P | PF  | PS  | DP  | Tie |
| -- | --------------- | ---- | - | - | - | --- | --- | --- | --- |
| 1. | Avtodor Saratov | 11   | 6 | 5 | 1 | 576 | 482 | +94 |     |
| 2. | Bakken Bears    | 9    | 6 | 3 | 3 | 586 | 503 | +83 |     |
| 3. | ZZ Leiden       | 8    | 6 | 2 | 4 | 480 | 562 | -82 | +3  |
| 4. | Kataja          | 8    | 6 | 2 | 4 | 456 | 551 | -95 | -3  |

## Fase a eliminazione diretta

### Squadre qualificate
Le squadre sbarrate hanno avuto delle clausole per non partecipare alla FIBA Europe Cup nel caso in cui fossero arrivate quinte o seste nel proprio girone di Basketball Champions League, il loro posto è occupato dalle squadre meglio classificate in terza posizione nel secondo turno.
| Gruppo | Primo posto       | Secondo posto        | Terzo posto        |
| ------ | ----------------- | -------------------- | ------------------ |
| I      | s.Oliver Würzburg | Pınar Karşıyaka      | Z-Mobile Prishtina |
| J      | Ironi Nes Ziona   | Balkan Botevgrad     | Alba Fehérvár      |
| K      | Dinamo Sassari    | Pallacanestro Varese | Donar              |
| L      | Avtodor Saratov   | Bakken Bears         | ZZ Leiden          |

| Gruppo | Quinto posto     | Sesto posto  |
| ------ | ---------------- | ------------ |
| A      | Sidigas Avellino | Ventspils    |
| B      | Hapoel Holon     | Telekom Bonn |
| C      | Lietkabelis      | Digione      |
| D      | Strasburgo       | Ostenda      |

### Tabellone
|  | Ottavi di finale     | Ottavi di finale     | Ottavi di finale | Ottavi di finale |     |                 | Quarti di finale | Quarti di finale | Quarti di finale | Quarti di finale |                      |    | Semifinali | Semifinali | Semifinali | Semifinali |                   |    | Finale | Finale | Finale | Finale |
|  |                      |                      |                  |                  |     |                 |                  |                  |                  |                  |                      |    |            |            |            |            |                   |    |        |        |        |        |
|  | Donar                | 66                   | 80               | 146              |     |                 |                  |                  |                  |                  |                      |    |            |            |            |            |                   |    |        |        |        |        |
|  | Ostenda              | 66                   | 88               | 154              |     |                 |                  |                  |                  |                  |                      |    |            |            |            |            |                   |    |        |        |        |        |
|  | Ostenda              | 66                   | 88               | 154              |     | Ostenda         | 70               | 57               | 127              |                  |                      |    |            |            |            |            |                   |    |        |        |        |        |
|  |                      |                      |                  |                  |     | Ostenda         | 70               | 57               | 127              |                  |                      |    |            |            |            |            |                   |    |        |        |        |        |
|  |                      | Pallacanestro Varese | 73               | 72               | 145 |                 |                  |                  |                  |                  |                      |    |            |            |            |            |                   |    |        |        |        |        |
|  | Z-Mobile Prishtina   | Pallacanestro Varese | 73               | 72               | 145 | 77              | 84               | 161              |                  |                  |                      |    |            |            |            |            |                   |    |        |        |        |        |
|  | Z-Mobile Prishtina   |                      |                  |                  |     | 77              | 84               | 161              |                  |                  |                      |    |            |            |            |            |                   |    |        |        |        |        |
|  | Pallacanestro Varese | 80                   | 100              | 180              |     |                 |                  |                  |                  |                  |                      |    |            |            |            |            |                   |    |        |        |        |        |
|  | Pallacanestro Varese | 80                   | 100              | 180              |     |                 |                  |                  |                  |                  | Pallacanestro Varese | 66 | 86         | 152        |            |            |                   |    |        |        |        |        |
|  |                      |                      |                  |                  |     |                 |                  |                  |                  |                  |                      | 66 | 86         | 152        |            |            |                   |    |        |        |        |        |
|  |                      | s.Oliver Würzburg    | 89               | 89               | 178 |                 |                  |                  |                  |                  |                      |    |            |            |            |            |                   |    |        |        |        |        |
|  | Bakken Bears         | s.Oliver Würzburg    | 89               | 89               | 178 | 91              | 81               | 172              |                  |                  |                      |    |            |            |            |            |                   |    |        |        |        |        |
|  | Bakken Bears         |                      |                  |                  |     | 91              | 81               | 172              |                  |                  |                      |    |            |            |            |            |                   |    |        |        |        |        |
|  | Ironi Nes Ziona      | 74                   | 76               | 150              |     |                 |                  |                  |                  |                  |                      |    |            |            |            |            |                   |    |        |        |        |        |
|  | Ironi Nes Ziona      | 74                   | 76               | 150              |     | Bakken Bears    | 76               | 70               | 146              |                  |                      |    |            |            |            |            |                   |    |        |        |        |        |
|  |                      |                      |                  |                  |     | Bakken Bears    | 76               | 70               | 146              |                  |                      |    |            |            |            |            |                   |    |        |        |        |        |
|  |                      | s.Oliver Würzburg    | 75               | 86               | 161 |                 |                  |                  |                  |                  |                      |    |            |            |            |            |                   |    |        |        |        |        |
|  | Avtodor Saratov      | s.Oliver Würzburg    | 75               | 86               | 161 | 76              | 90               | 166              |                  |                  |                      |    |            |            |            |            |                   |    |        |        |        |        |
|  | Avtodor Saratov      |                      |                  |                  |     | 76              | 90               | 166              |                  |                  |                      |    |            |            |            |            |                   |    |        |        |        |        |
|  | s.Oliver Würzburg    | 79                   | 94               | 173              |     |                 |                  |                  |                  |                  |                      |    |            |            |            |            |                   |    |        |        |        |        |
|  | s.Oliver Würzburg    | 79                   | 94               | 173              |     |                 |                  |                  |                  |                  |                      |    |            |            |            |            | s.Oliver Würzburg | 84 | 79     | 163    |        |        |
|  |                      |                      |                  |                  |     |                 |                  |                  |                  |                  |                      |    |            |            |            |            |                   | 84 | 79     | 163    |        |        |
|  |                      | Dinamo Sassari       | 89               | 81               | 170 |                 |                  |                  |                  |                  |                      |    |            |            |            |            |                   |    |        |        |        |        |
|  | Ventspils            | Dinamo Sassari       | 89               | 81               | 170 | 78              | 65               | 143              |                  |                  |                      |    |            |            |            |            |                   |    |        |        |        |        |
|  | Ventspils            |                      |                  |                  |     | 78              | 65               | 143              |                  |                  |                      |    |            |            |            |            |                   |    |        |        |        |        |
|  | Pınar Karşıyaka      | 76                   | 70               | 146              |     |                 |                  |                  |                  |                  |                      |    |            |            |            |            |                   |    |        |        |        |        |
|  | Pınar Karşıyaka      | 76                   | 70               | 146              |     | Pınar Karşıyaka | 68               | 83               | 151              |                  |                      |    |            |            |            |            |                   |    |        |        |        |        |
|  |                      |                      |                  |                  |     | Pınar Karşıyaka | 68               | 83               | 151              |                  |                      |    |            |            |            |            |                   |    |        |        |        |        |
|  |                      | Dinamo Sassari       | 87               | 83               | 170 |                 |                  |                  |                  |                  |                      |    |            |            |            |            |                   |    |        |        |        |        |
|  | ZZ Leiden            | Dinamo Sassari       | 87               | 83               | 170 | 93              | 68               | 161              |                  |                  |                      |    |            |            |            |            |                   |    |        |        |        |        |
|  | ZZ Leiden            |                      |                  |                  |     | 93              | 68               | 161              |                  |                  |                      |    |            |            |            |            |                   |    |        |        |        |        |
|  | Dinamo Sassari       | 97                   | 94               | 191              |     |                 |                  |                  |                  |                  |                      |    |            |            |            |            |                   |    |        |        |        |        |
|  | Dinamo Sassari       | 97                   | 94               | 191              |     |                 |                  |                  |                  |                  | Dinamo Sassari       | 94 | 105        | 199        |            |            |                   |    |        |        |        |        |
|  |                      |                      |                  |                  |     |                 |                  |                  |                  |                  |                      | 94 | 105        | 199        |            |            |                   |    |        |        |        |        |
|  |                      | Hapoel Holon         | 89               | 75               | 164 |                 |                  |                  |                  |                  |                      |    |            |            |            |            |                   |    |        |        |        |        |
|  | Hapoel Holon         | Hapoel Holon         | 89               | 75               | 164 | 85              | 82               | 167              |                  |                  |                      |    |            |            |            |            |                   |    |        |        |        |        |
|  | Hapoel Holon         |                      |                  |                  |     | 85              | 82               | 167              |                  |                  |                      |    |            |            |            |            |                   |    |        |        |        |        |
|  | Balkan Botevgrad     | 81                   | 83               | 164              |     |                 |                  |                  |                  |                  |                      |    |            |            |            |            |                   |    |        |        |        |        |
|  | Balkan Botevgrad     | 81                   | 83               | 164              |     | Hapoel Holon    | 96               | 74               | 170              |                  |                      |    |            |            |            |            |                   |    |        |        |        |        |
|  |                      |                      |                  |                  |     | Hapoel Holon    | 96               | 74               | 170              |                  |                      |    |            |            |            |            |                   |    |        |        |        |        |
|  |                      | Alba Fehérvár        | 63               | 101              | 164 |                 |                  |                  |                  |                  |                      |    |            |            |            |            |                   |    |        |        |        |        |
|  | Telekom Bonn         | Alba Fehérvár        | 63               | 101              | 164 | 85              | 69               | 154              |                  |                  |                      |    |            |            |            |            |                   |    |        |        |        |        |
|  | Telekom Bonn         |                      |                  |                  |     | 85              | 69               | 154              |                  |                  |                      |    |            |            |            |            |                   |    |        |        |        |        |
|  | Alba Fehérvár        | 84                   | 81               | 165              |     |                 |                  |                  |                  |                  |                      |    |            |            |            |            |                   |    |        |        |        |        |

### Ottavi di finale
| Squadra 1          | Totale    | Squadra 2            | Andata  | Ritorno  |
| ------------------ | --------- | -------------------- | ------- | -------- |
| Donar              | 146 - 154 | Ostenda              | 66 - 66 | 80 - 88  |
| Ventspils          | 143 - 146 | Pınar Karşıyaka      | 78 - 76 | 65 - 70  |
| Telekom Bonn       | 154 - 165 | Alba Fehérvár        | 85 - 84 | 69 - 81  |
| Bakken Bears       | 172 - 150 | Ironi Nes Ziona      | 91 - 74 | 81 - 76  |
| Avtodor Saratov    | 166 - 173 | s.Oliver Würzburg    | 76 - 79 | 90 - 94  |
| Hapoel Holon       | 167 - 164 | Balkan Botevgrad     | 85 - 81 | 82 - 83  |
| ZZ Leiden          | 161 - 191 | Dinamo Sassari       | 93 - 97 | 68 - 94  |
| Z-Mobile Prishtina | 161 - 180 | Pallacanestro Varese | 77 - 80 | 84 - 100 |

### Quarti di finale

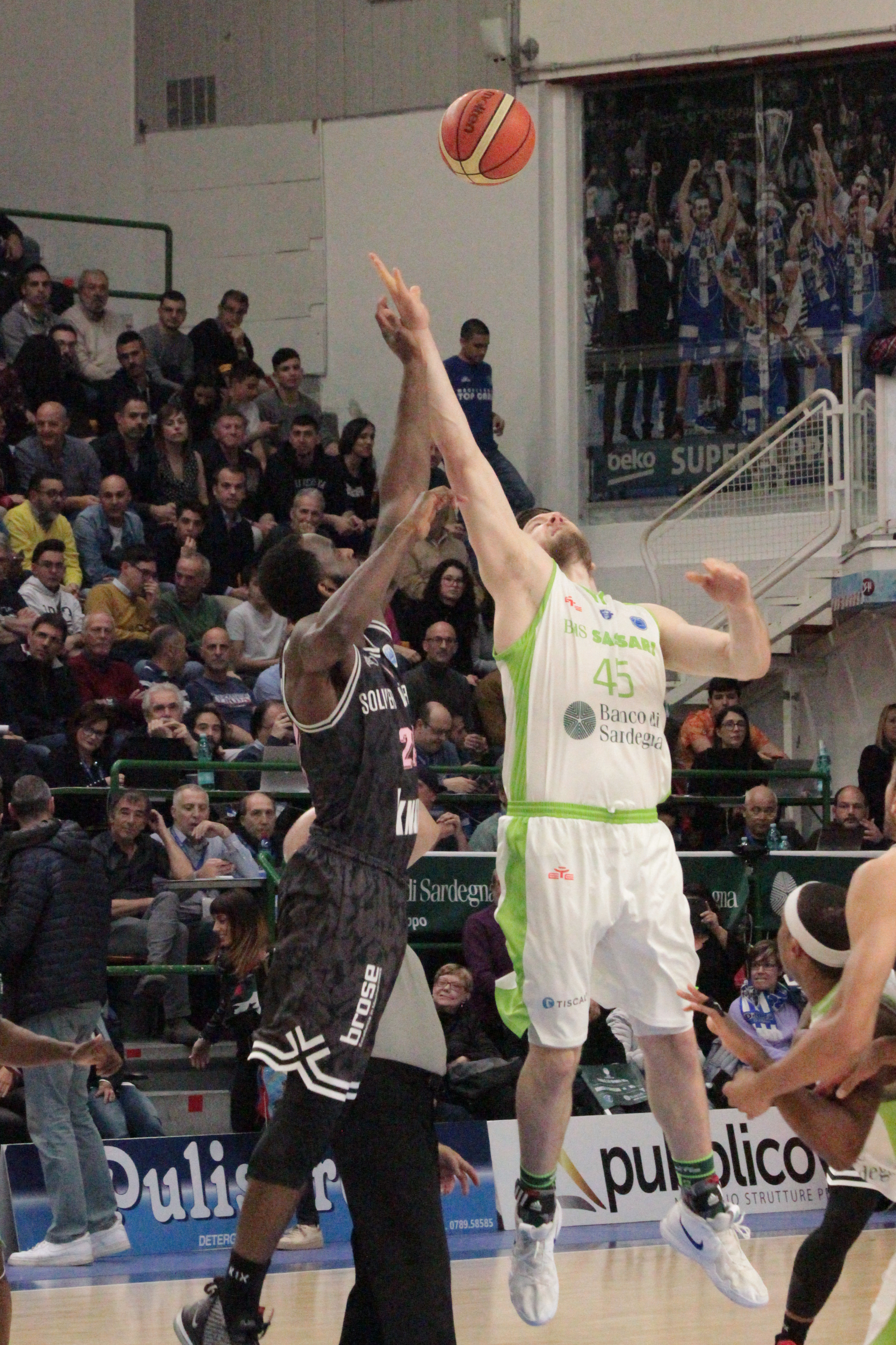
Jack Cooley e Mike Morrison nella palla a due della finale di andata in Sardegna tra e al PalaSerradimigni di Sassari

| Squadra 1    | Totale    | Squadra 2         | Andata  | Ritorno  |
| ------------ | --------- | ----------------- | ------- | -------- |
| Ostenda      | 127 - 145 | Pall. Varese      | 70 - 73 | 57 - 72  |
| Bakken Bears | 146 - 161 | s.Oliver Würzburg | 76 - 75 | 70 - 86  |
| Karşıyaka    | 151 - 170 | Dinamo Sassari    | 68 - 87 | 83 - 83  |
| Hapoel Holon | 170 - 164 | Alba Fehérvár     | 96 - 63 | 74 - 101 |

### Semifinali
| Squadra 1    | Totale    | Squadra 2         | Andata | Ritorno |
| ------------ | --------- | ----------------- | ------ | ------- |
| Pall. Varese | 152 - 178 | s.Oliver Würzburg | 66-89  | 86-89   |
| Hapoel Holon | 164 - 199 | Dinamo Sassari    | 89-94  | 75-105  |

### Finale
| Squadra 1      | Totale    | Squadra 2         | Andata  | Ritorno |
| -------------- | --------- | ----------------- | ------- | ------- |
| Dinamo Sassari | 170 - 163 | s.Oliver Wurzburg | 89 - 84 | 81 - 79 |

#### Andata
| Arbitri: | Srđan Dožai Tanel Suslov Alexey Davydov |

|                    |            |                |
| Thomas 27          | Punti      | 22 Wells       |
| Spissu 6           | Assist     | 12 Bowlin      |
| Thomas 11          | Rimbalzi   | 8 Oliver       |
| Gianmarco Pozzecco | Allenatori | Denis Wucherer |

| Quintetto titolare | Quintetto titolare | Quintetto titolare | Pt   | Rim  | Ass  |
| ------------------ | ------------------ | ------------------ | ---- | ---- | ---- |
| P                  | 2                  | Jaime Smith        | 9    | 1    | 5    |
| G                  | 3                  | Tyrus McGee        | 10   | 6    | 2    |
| AP                 | 21                 | Dyshawn Pierre     | 2    | 2    | 2    |
| AG                 | 25                 | Rashawn Thomas     | 27   | 11   | 2    |
| C                  | 45                 | Jack Cooley        | 12   | 5    | 0    |
| Panchina:          |                    |                    |      |      |      |
| P                  | 0                  | Marco Spissu       | 14   | 1    | 6    |
| G                  | 1                  | Marco Antonio Re   | n.e. | n.e. | n.e. |
| GA                 | 6                  | Justin Carter      | 2    | 1    | 0    |
| GA                 | 8                  | Giacomo Devecchi   | 0    | 0    | 0    |
| C                  | 15                 | Daniele Magro      | n.e. | n.e. | n.e. |
| PG                 | 22                 | Stefano Gentile    | 0    | 0    | 0    |
| AG                 | 33                 | Achille Polonara   | 13   | 8    | 2    |
| Allenatore:        |                    |                    |      |      |      |
| Gianmarco Pozzecco |                    |                    |      |      |      |

| Dinamo Sassari |  | s.Oliver Würzburg |

| Sassari       | Statistiche        | Würzburg      |
| ------------- | ------------------ | ------------- |
|               | Statistiche        |               |
| 20/43 (46.5%) | Tiro da 2          | 28/41 (68.3%) |
| 11/24 (45.8%) | Tiro da 3          | 7/23 (30.4%)  |
| 16/20 (80%)   | Tiri liberi        | 7/11 (63.6%)  |
| 12            | Rimbalzi offensivi | 7             |
| 24            | Rimbalzi difensivi | 26            |
| 36            | Rimbalzi totali    | 33            |
| 19            | Assist             | 24            |
| 11            | Palle perse        | 12            |
| 9             | Palle rubate       | 7             |
| 3             | Stoppate           | 2             |
| 20            | Falli              | 21            |

| Quintetto titolare | Quintetto titolare | Quintetto titolare | Pt   | Rim  | Ass  |
| ------------------ | ------------------ | ------------------ | ---- | ---- | ---- |
| AP                 | 9                  | Xavier Cooks       | 19   | 5    | 1    |
| PG                 | 12                 | Skyler Bowlin      | 5    | 2    | 12   |
| P                  | 22                 | Cameron Wells      | 22   | 1    | 6    |
| A                  | 23                 | Devin Oliver       | 17   | 8    | 1    |
| AC                 | 24                 | Mike Morrison      | 9    | 3    | 1    |
| Panchina:          |                    |                    |      |      |      |
| P                  | 0                  | Gabriel Olaseni    | 0    | 4    | 0    |
| G                  | 1                  | Jordan Hulls       | 10   | 5    | 2    |
| GA                 | 3                  | Joshua Obiesie     | n.e. | n.e. | n.e. |
| GA                 | 6                  | Philipp Hadenfeldt | n.e. | n.e. | n.e. |
| C                  | 20                 | Julian Albus       | n.e. | n.e. | n.e. |
| PG                 | 21                 | Florian Koch       | 2    | 2    | 1    |
| AG                 | 34                 | Felix Hoffmann     | 0    | 0    | 0    |
| Allenatore:        |                    |                    |      |      |      |
| Denis Wucherer     |                    |                    |      |      |      |

#### Ritorno
| Arbitri: | Panagiotis Anastopoulos Andris Aunkrogers Martin Horozov |

|                |            |                    |
| Bowlin 20      | Punti      | 19 Pierre          |
| Wells 10       | Assist     | 3 Smith, Thomas    |
| Oliver 11      | Rimbalzi   | 9 Polonara         |
| Denis Wucherer | Allenatori | Gianmarco Pozzecco |

| Quintetto titolare | Quintetto titolare | Quintetto titolare | Pt   | Rim  | Ass  |
| ------------------ | ------------------ | ------------------ | ---- | ---- | ---- |
| AP                 | 9                  | Xavier Cooks       | 5    | 3    | 1    |
| PG                 | 12                 | Skyler Bowlin      | 20   | 1    | 5    |
| P                  | 22                 | Cameron Wells      | 18   | 2    | 10   |
| A                  | 23                 | Devin Oliver       | 12   | 11   | 1    |
| AC                 | 24                 | Mike Morrison      | 9    | 4    | 0    |
| Panchina:          |                    |                    |      |      |      |
| P                  | 0                  | Gabriel Olaseni    | 8    | 1    | 0    |
| GA                 | 3                  | Joshua Obiesie     | n.e. | n.e. | n.e. |
| GA                 | 6                  | Philipp Hadenfeldt | n.e. | n.e. | n.e. |
| C                  | 20                 | Julian Albus       | n.e. | n.e. | n.e. |
| PG                 | 21                 | Florian Koch       | 7    | 3    | 0    |
| AG                 | 34                 | Felix Hoffmann     | 0    | 0    | 0    |
| GA                 | 35                 | Brad Loesing       | 0    | 3    | 1    |
| Allenatore:        |                    |                    |      |      |      |
| Denis Wucherer     |                    |                    |      |      |      |

| s.Oliver Würzburg |  | Dinamo Sassari |

| Würzburg      | Statistiche        | Sassari       |
| ------------- | ------------------ | ------------- |
|               | Statistiche        |               |
| 20/32 (62.5%) | Tiro da 2          | 26/39 (66.7%) |
| 8/29 (27.6%)  | Tiro da 3          | 5/23 (21.7%)  |
| 15/20 (75%)   | Tiri liberi        | 14/21 (66.7%) |
| 8             | Rimbalzi offensivi | 11            |
| 23            | Rimbalzi difensivi | 25            |
| 31            | Rimbalzi totali    | 36            |
| 18            | Assist             | 12            |
| 12            | Palle perse        | 11            |
| 8             | Palle rubate       | 7             |
| 0             | Stoppate           | 1             |
| 21            | Falli              | 21            |

| Quintetto titolare | Quintetto titolare | Quintetto titolare | Pt   | Rim  | Ass  |
| ------------------ | ------------------ | ------------------ | ---- | ---- | ---- |
| P                  | 2                  | Jaime Smith        | 15   | 5    | 3    |
| G                  | 3                  | Tyrus McGee        | 8    | 1    | 2    |
| AP                 | 21                 | Dyshawn Pierre     | 19   | 7    | 1    |
| AG                 | 25                 | Rashawn Thomas     | 14   | 5    | 3    |
| C                  | 45                 | Jack Cooley        | 4    | 4    | 0    |
| Panchina:          |                    |                    |      |      |      |
| P                  | 0                  | Marco Spissu       | 4    | 3    | 0    |
| G                  | 1                  | Marco Antonio Re   | n.e. | n.e. | n.e. |
| GA                 | 6                  | Justin Carter      | 1    | 1    | 1    |
| GA                 | 8                  | Giacomo Devecchi   | n.e. | n.e. | n.e. |
| C                  | 15                 | Daniele Magro      | n.e. | n.e. | n.e. |
| PG                 | 22                 | Stefano Gentile    | 10   | 0    | 1    |
| AG                 | 33                 | Achille Polonara   | 6    | 9    | 1    |
| Allenatore:        |                    |                    |      |      |      |
| Gianmarco Pozzecco |                    |                    |      |      |      |

## Squadra vincitrice
| Dinamo Sassari - Vincitrice FIBA Europe Cup 2018-2019 | Dinamo Sassari - Vincitrice FIBA Europe Cup 2018-2019 |
| Giocatori                                             | Staff tecnico                                         |
| ----------------------------------------------------- | ----------------------------------------------------- |

| N. | Naz.                                       | Ruolo | Nome                 | Anno | Alt.   | Peso   |  |
| -- | ------------------------------------------ | ----- | -------------------- | ---- | ------ | ------ |  |
| 0  | Italia (bandiera)                          | P     | Marco Spissu         | 1995 | 184 cm | 75 kg  |  |
| 1  | Italia (bandiera)                          | G     | Marco Antonio Re     | 2000 | 184 cm |        |  |
| 2  | Stati Uniti (bandiera)                     | P     | Jaime Smith          | 1989 | 190 cm | 83 kg  |  |
| 3  | Stati Uniti (bandiera)                     | G     | Tyrus McGee          | 1991 | 188 cm | 90 kg  |  |
| 4  | Stati Uniti (bandiera) · Kosovo (bandiera) | G     | Scott Bamforth       | 1989 | 188 cm | 85 kg  |  |
| 6  | Stati Uniti (bandiera)                     | GA    | Justin Carter        | 1987 | 193 cm | 91 kg  |  |
| 8  | Italia (bandiera)                          | GA    | Giacomo Devecchi (C) | 1985 | 196 cm | 88 kg  |  |
| 15 | Italia (bandiera)                          | C     | Daniele Magro        | 1987 | 208 cm | 105 kg |  |
| 21 | Canada (bandiera)                          | A     | Dyshawn Pierre       | 1993 | 198 cm | 104 kg |  |
| 22 | Italia (bandiera)                          | PG    | Stefano Gentile      | 1989 | 191 cm | 90 kg  |  |
| 25 | Stati Uniti (bandiera)                     | AC    | Rashawn Thomas       | 1994 | 203 cm | 104 kg |  |
| 33 | Italia (bandiera)                          | AG    | Achille Polonara     | 1991 | 205 cm | 102 kg |  |
| 35 | Senegal (bandiera) · Italia (bandiera)     | AC    | Ousmane Diop         | 2000 | 204 cm | 100 kg |  |
| 45 | Stati Uniti (bandiera)                     | C     | Jack Cooley          | 1991 | 208 cm | 124 kg |  |

| Allenatore                                                                                      |
| - Gianmarco Pozzecco                                                                            |
| Assistente/i                                                                                    |
| - Edoardo Casalone - Giorgio Gerosa Legenda - (C) Capitano - (IN) Inattivo - Infortunato Roster |